# Fadime Sahindal
Fadime Şahindal, née le 2 avril 1975 à Elbistan dans la province de Kahramanmaraş en Turquie, assassinée par son père le 21 janvier 2002 à Uppsala en Suède, était une jeune femme kurde émigrée en Suède qui fut la victime d'un crime d'honneur. Elle apparut pour la première fois sur la scène publique suédoise en 1998 après  avoir déposé une plainte contre son père et son frère qui la menaçaient de mort. Elle s'exprima publiquement à de nombreuses reprises sur la situation des jeunes femmes immigrées mises en porte-à-faux entre leur pays d'adoption et les traditions familiales. Elle tint notamment un discours devant le parlement suédois le 20 novembre 2001.

## Biographie
Fadime Sahindal (« Şahindal » en Turc) est la troisième d'une famille de six enfants. Elle a quatre sœurs et un petit frère. Son père émigre en Suède, et le reste de la famille le rejoint quelques années plus tard.
Ses parents souhaitent qu'elle épouse, comme ses deux sœurs ainées avant elle, un cousin resté en Turquie. Elle s'y oppose. En 1996, elle rencontre un jeune Suédois, Patrik Lindesjö, qui devient son petit ami. Elle cache cette relation à ses parents, chez qui elle vit toujours.

### Premières menaces
En septembre 1997, le père de Fadime la surprend en compagnie de Patrik Lindesjö dans une rue d'Uppsala. Elle comprend alors qu'il ne lui est plus possible de retourner chez ses parents, et s'installe à Sundsvall, à 300 km au nord d'Uppsala.
Pendant l'automne et l'hiver, elle reçoit de nombreuses menaces de mort en provenance de son père et de son frère. Début février 1998, elle porte plainte. Un procès a lieu au mois d'avril et le verdict est rendu le 7 mai : le père de Fadime est condamné à une amende et son frère à une mise à l'épreuve,.

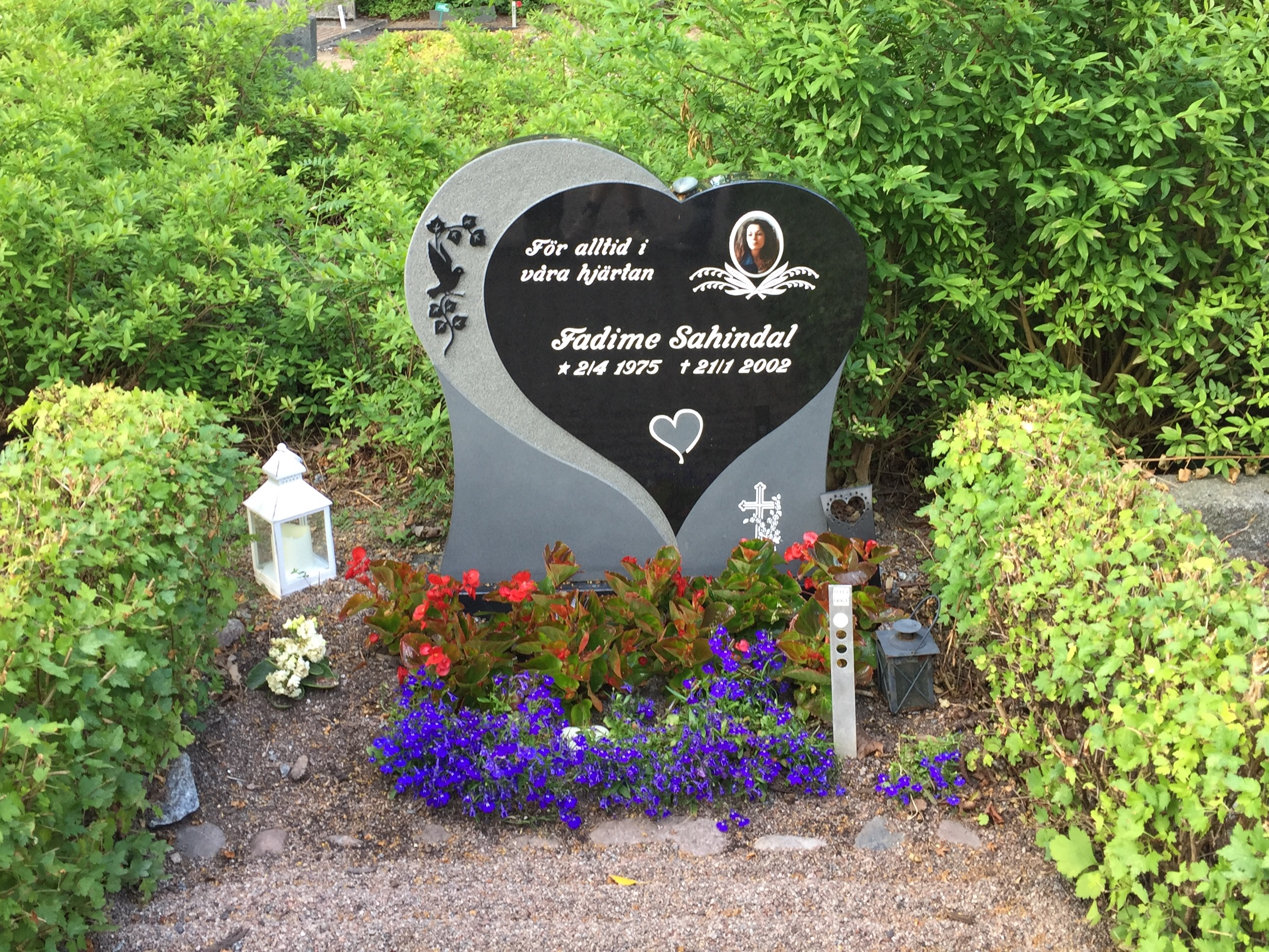
La tombe de Fadime Şahindal au vieux cimetière d'Uppsala

Parallèlement, Fadime prend contact avec la presse. La journaliste Marianne Spanner réalise notamment au printemps 1998 un reportage sur son histoire qui est diffusé pour la première fois à la télévision suédoise le 6 mai.
Le 3 juin, Patrik Lindesjö décède dans un accident de la circulation. Les policiers écartent toute hypothèse criminelle. Huit jours plus tard, Fadime est sauvagement agressée par son frère Mesut dans une rue d'Uppsala. Mesut est alors condamné à cinq mois de prison ferme. Fadime s'installe à Östersund où elle entame des études d'économie sociale.

### Discours devant le parlement suédois
Le 20 novembre 2001, Fadime Sahindal est invitée à participer à un forum organisé par le réseau Violence contre les femmes. Elle tient un discours devant le parlement suédois.

« Quelle que soit son origine culturelle, il devrait être bien évidemment possible pour une jeune femme d'avoir sa famille à ses côtés tout en menant la vie à laquelle elle aspire. Pour de nombreuses jeunes femmes, cela n'est malheureusement pas possible. Et je voudrais vous demander de ne pas leur tourner le dos, de ne pas fermer les yeux sur elles. »

### Assassinat
Le 21 janvier 2002, Fadime, qui doit partir effectuer un stage de fin d'études de six mois au Kenya, se rend à Uppsala pour y dire au revoir à sa mère et à ses deux sœurs cadettes. Elle arrive chez sa sœur Songül vers 16 heures. Sa mère et sa plus jeune sœur les rejoignent dans la soirée.
Peu avant 22 heures, Fadime sort de l'appartement pour aller passer la nuit chez une amie. Sur le palier, elle tombe nez à nez sur son père qui, pistolet à la main, la saisit par les cheveux et ouvre le feu. Fadime est atteinte de deux balles à la tête et décède immédiatement.

## Obsèques et enterrement
Les obsèques de Fadime Sahindal ont lieu le 4 février 2002 à la cathédrale d'Uppsala. Une foule de plusieurs milliers de personnes s'est réunie à l'intérieur et autour de la cathédrale. Sont présents notamment la famille de Fadime, des personnalités de premier plan dont la princesse héritière Victoria de Suède, la présidente du parlement Birgitta Dahl et la ministre de l'intégration Mona Sahlin, mais aussi de nombreux anonymes.
Fadime est ensuite enterrée lors d'une cérémonie privée au vieux cimetière d'Uppsala. Elle y rejoint son petit ami Patrik Lindesjö.

## Procès
Le père de Fadime, Rahmi Sahindal, est appréhendé dans la nuit qui suit l'assassinat et reconnait les faits dès son premier interrogatoire le 22 janvier 2002.
Le 3 avril 2002, Rahmi Sahindal est reconnu coupable d'assassinat par la cour d'Uppsala sur la foi notamment de ses aveux et du témoignage de sa fille Songül. Il est condamné à la réclusion criminelle à perpétuité.
Le 24 avril 2002, Rahmi Sahindal fait appel de sa condamnation. Devant la cour d'appel de Svea, il revient sur ses aveux et affirme qu'une personne de sa connaissance qu'il refuse de nommer, a commis l'assassinat et l'a ensuite forcé à en endosser la responsabilité. Son épouse, la mère de Fadime, vient à la barre témoigner en sa faveur. La cour d'appel estime néanmoins cette nouvelle version des faits peu crédible et confirme le 31 mai 2002 la condamnation à la réclusion criminelle à perpétuité.

## Suites
Les cinquième et dixième anniversaires de l'assassinat de Fadime Sahindal sont marqués par des cérémonies du souvenir en Suède. Le 21 janvier 2012, un petit parc situé en face de l'hôtel Hörnan dans le centre d'Uppsala est nommé en son honneur.
Après avoir passé dix ans derrière les barreaux, Rahmi Sahindal introduit en 2012 une requête pour que sa condamnation à perpétuité soit commuée en peine limitée dans le temps, ce qui ouvrirait la voie à une libération ou à une libération conditionnelle. Cette requête est rejetée par le tribunal d'Örebro le 30 novembre 2012. Rahmi Sahindal a alors 66 ans. Selon la loi suédoise, il peut déposer une nouvelle requête un an après le rejet de la précédente.
Le 8 avril 2014, le petit frère de Fadime, Mesut Sahindal, est abattu dans une rue d'Uppsala par des policiers qu'il menaçait avec des couteaux. Âgé de 34 ans, Mesut Sahindal avait été condamné à plusieurs reprises pour violence, viol et usage de stupéfiants,.

### Articles dans la presse internationale
En langue française :
- Olivier Truc. Drame de l'intégration en Suède. Libération. 24 janvier 2002.
- Olivier Truc. Fadime, tuée par son père. Le Point. 1er février 2002.

En langue anglaise :
- (en) Johanne Hildebrandt. 'Honour' killing in Sweden silences courageous voice on ethnic integration. The Guardian. 31 janvier 2002.
- (en) Sarah Lyall. Lost in Sweden: a Kurdish daughter is sacrificed. New York Times. 23 juillet 2002.

### Document audio
- (sv) Siri Ambjörnsson, Emma Janke. P3 dokumentär om mordet på Fadime. Sveriges Radio. 27 avril 2008.